# Großer Ingent
Der Große Ingent (verbreitet die Schreibweise Igent) ist ein 2917 m ü. A. hoher Gipfel in den Zillertaler Alpen (Tirol, Österreich). Der Große Ingent weist drei Hauptflanken auf, die sich nach Südwesten in den Zemmgrund, nach Osten in die Gunggl und nach Norden in das Ingentkar erstrecken.
Auf den Großen Ingent führt kein markierter Weg. Der Normalweg führt vom Dornaubergtal über einen Pfad zur nicht bewirtschafteten Ingentkarhütte. Anschließend geht es weglos durch das Ingentkar. Der Schwierigkeitsgrad nach UIAA-Skala liegt bei II.